# Palatul Rhédey din Cluj-Napoca

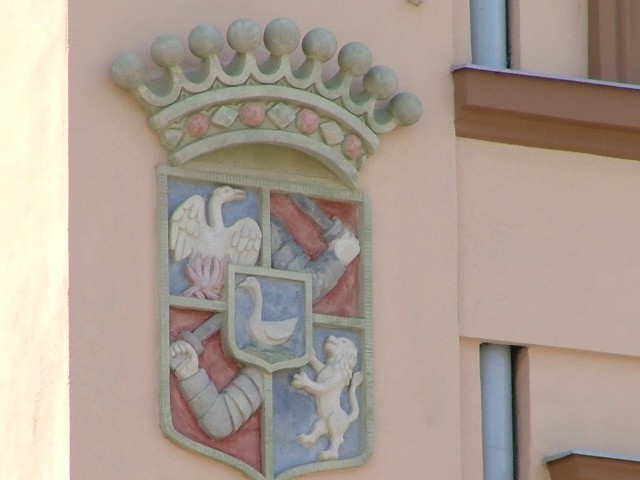
Blazon de pe faţada clădirii

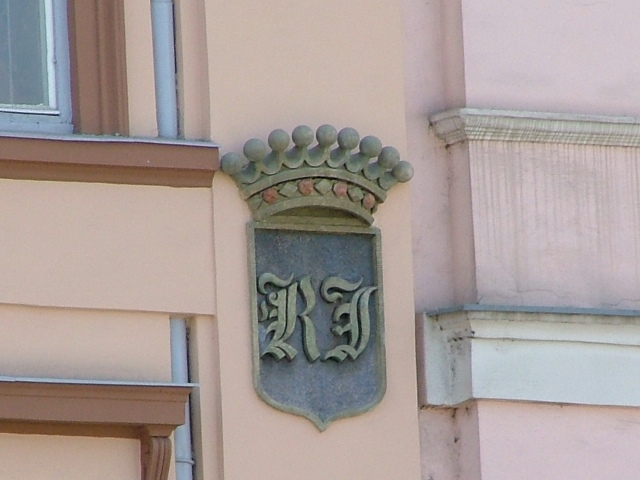
Blazon cu iniţialele lui Rhédey János

Palatul Rhédey este un monument istoric și de arhitectură situat în Piața Unirii din Cluj-Napoca. Clădirea își are numele de la familia care l-a cumpărat la începutul secolului al XVIII-lea. Clădirea actuală este opera arhitectului Lajos Pákey.

## Istoric
În jurul anului 1500 pe locul actualei clădiri se aflau patru case de patricieni clujeni. Pe locul lor s-a ridicat Palatul Rhédey în stil eclectic. În acea epocă strada Napoca de astăzi se numea ulița Fânului, întrucât din zona complexului Hasdeu până aproape de Mănăștur se întindeau Fânațele Clujului. 
Palatul Rhédey își leagă numele, prin sala de bal, și de istoria teatrului maghiar din Transilvania. O placă comemorativă amintește că in acest loc s-a permanentizat o primă instituție maghiară de teatru din Cluj, la 17 noiembrie 1792. 
În anii 1680-1690 clădirea a fost cumpărată de aristocratul László Székely. Soția acestuia, Sara de Bulușd, era se pare fiica unui boier din Moldova. Din inițiativa Sarei și sub supravegherea ei, clădirea a fost refăcută în 1698. În curtea interioară, pe partea stângă de la intrare, se păstrează și azi blazonul Sarei. 
În secolul al XVIII-lea casa a fost unificată cu alte trei case vecine de pe ulița Fânului (strada Napoca). Tot atunci, proprietarul János Rhédey adaugă vechii clădiri încă un etaj. Pe frontispiciul imobilului se găseste blazonul lui Rhédey, cu inițialele RJ și semnul coroanei de nobil cu nouă perle vizibile, însemnul rangului de „conte”. A mai existat încă un blazon pe peretele clădirii, distrus în anii 1950 și refăcut recent, cu ocazia renovării clădirii. 